# Beuchel
Beuchel es una pequeña isla deshabitada en la bahía Neuendorfer Wiek de la isla alemana de Rügen, y esta a un solo un poco más de un centenar de metros de Rügen. Mide aproximadamente 400 por 150 metros, y tiene una superficie de 7 hectáreas (aproximadamente 17 Acres). La isla en forma de riñón es llana y sin árboles.
La isla fue declarada reserva natural en 1940 para proteger a los pájaros que desovan o descansan allí, y no puede ser visitado por el público.